# Jose Agustín de Barreiro y Burgos
Coronel Jose Agustín de Barreiro y Burgos (n. Ecuador, (c. 1800 - f. siglo XIX) fue coronel del ejército ecuatoriano durante la presidencia del Dr. Gabriel García Moreno, que a su vez lo nombró como primer gobernador de la provincia de Los Ríos. Hijo del español don Agustín de Barreyro y Rivera y de la dama Juana Ignacia de Burgos y Gómez, natural de la provincia de Manabí, pero de ascendencia española.

## Biografía
Propietario de grandes balsas que se usaban en la ciudad de Guayaquil,acaudalado agricultor en la ciudad de Babahoyo, fue también propietario de lo que actualmente es conocido como la Parroquia La Unión, la cual fue la unión de los territorios de los señores Agustín Barreiro, Buenaventura Burgos y los miembros de la familia Durán Ballén, quienes buscaron unirse y crear una cabecera parroquial.
Durante la presidencia de Gabriel García Moreno se crea una nueva división política de país que llevó al Dr. García Moreno a fundar la provincia de Los Ríos, el 6 de octubre de 1860 y ha nombrarlo como su primer gobernador. Entre sus descendientes de destacan Roberto Dunn Barreiro Ministro de Gobierno de Jaime Roldos Aguilera y Diputado del Congreso Nacional de Ecuador, El Abogado Walter Subia Barriero Diputado al Congreso Nacional de Ecuador por la Provincia de Los Rios y Prefecto de la misma provincia y Augusto Barreiro Solorzano.

## Filántropo
Sirvió tanto a su ciudad como a su provincia durante su administración, ya que hizo muchas obras para la comunidad financiadas con su propio dinero, desde obras para iglesias hasta centros educativos, los cuales fueron en los que más se concentró, y buscó impulsar la educación incluso donando parte de su propio sueldo para el desarrollo de las escuelas. También sirvió como diputado y senador en el Congreso Nacional del Ecuador representando a la provincia de Los Ríos.

## Honores
La parroquia Barreiro, en la provincia de Los Ros, lleva su apellido en su honor. La misma que fue creada mediante una ordenanza municipal, el 25 de mayo de 1897, en reconocimiento a su servicio a sus país y a su provincia.